# Five Pounds Reward
Five Pounds Reward è un cortometraggio britannico realizzato nel 1920 dalla Minerva Films, la casa di produzione cinematografica fondata dall'attore Leslie Howard e dall'amico regista Adrian Brunel. Il soggetto è di A.A. Milne, anch'egli socio della Minerva. Produttore era Leslie Howard, assistente al produttore Bernard Carrodus, cine operatore H. M. Lomas.

## Trama
Per ottenere la mano della bella Audrey di cui è innamorato, il nobile rampollo Tony Marchmont deve dimostrare al padre di lei, il fattore Giles, di essere capace di guadagnare cinque sterline in un mese col proprio lavoro.

## Produzione e distribuzione
Le scene furono girate in gran parte in esterni nella campagna inglese, come racconta Adrian Brunel nella sua autobiografia .
Il film è attualmente conservato presso il BFI National Archive.